# 정석용 (배우)
정석용(鄭碩溶 1970년 12월 31일 ~ )은 대한민국의 배우이다.

## 학력
- 숭실대학교 경영학 (학사)

## 연기 활동
1998년 연극 《강거루군》으로 데뷔하고 연극무대를 통해 연기경험을 다져왔으며 영화 《왕의 남자》의 원작인 연극《爾(이)》에서는 '처선' 역할을 맡아 그만의 재치와 끼를 선보인 바 있다. 2000년대 들어서는 활동무대를 영화와 드라마로 넓혔으며 특히, 2005년 공전의 히트를 친 영화 《왕의 남자》에서 익살스런 '칠득'역을 맡아 깊은 인상을 심었다. 이후 MBC 드라마 《베토벤 바이러스》와 시트콤 《지붕뚫고 하이킥!》을 통해 대중적 인지도를 높였다.

## 출연작

### 영화
- 2000년 《킬리만자로》 ... 스카프 역
- 2001년 《무사》 ... 장하암 역
- 2003년 《영어완전정복》 ... 타이슨 역
- 2003년 《해피 에로 크리스마스》 ... 박 경장 역
- 2004년 《이공》〈이 공을 받아줘〉
- 2004년 《맹부삼천지교》 ... 학원선생 역(특별출연)
- 2005년 《여자, 정혜》 ... 이주사 역
- 2005년 《왕의 남자》 ... 칠득 역 (천만영화)
- 2006년 《모두들, 괜찮아요?》 ... 점집 노인 역
- 2006년 《중천》 ... 사내 역
- 2006년 《그해 여름》 ... 김만덕 역
- 2006년 《라디오 스타》 ... 박 기사 역
- 2006년 《짝패》 ... 유동환 역
- 2007년 《포도나무를 베어라》 ... 클래맨스 수사 역
- 2007년 《영향 아래 있는 남자》 ... 병구 역
- 2007년 《복면달호》 ... 조승호 역
- 2007년 《우리 생애 최고의 순간》 ... 사무국장 충식 역
- 2008년 《마이 뉴 파트너》 ... 배일권 역
- 2008년 《다찌마와 리 - 악인이여 지옥행 급행열차를 타라!》 ... 진상 8호 역
- 2008년 《오프라인》 ... 컴퓨터 수리공 진철 역
- 2008년 《당신이 잠든 사이에》 ... 유진네 팀장 역(특별출연)
- 2009년 《10억》 ... 서 기사 역
- 2009년 《4교시 추리영역》 ... 노총각 교사 강국만 역
- 2009년 《스탠드 업》 ... 병욱 역
- 2010년 《작은 연못》 ... 피난민들 역
- 2010년 《방가? 방가!》 ... 육 조사관 역(우정출연)
- 2010년 《인플루언스》
- 2011년 《평양성》 ... 고구려 아바이 역
- 2011년 《마이 블랙 미니드레스》 ... 사복경찰 1 역(특별출연)
- 2011년 《써니》 ... 나미 오빠 역(특별출연)
- 2012년 《범죄소년》 ... 소년원 김선생 역
- 2012년 《불편한 동행》 ... 철용 역
- 2013년 《런닝맨》 ... 경찰서장 역
- 2013년 《전국노래자랑》 ... 건강원 사장 역
- 2014년 《오빠가 돌아왔다》 ... 슈퍼 주인 역
- 2014년 《방황하는 칼날》 ... 민기부 역
- 2015년 《세계일주》 ... 동남 부 역
- 2015년 《차이나타운》 ... 우씨 역
- 2015년 《사도》 ... 홍내관 역
- 2015년 《세상끝의 사랑》 ... 지환 역(특별출연)
- 2016년 《엽기적인 그녀 2》 ... 그녀 삼촌 역
- 2016년 《부산행》 ... 기장 역 (천만영화)
- 2016년 《터널》 ... 최 반장 역
- 2016년 《국가대표 2》 ... 광태 역
- 2016년 《올레》 ... 스판 역
- 2017년 《여교사》 ... 교감 역
- 2017년 《군함도》 (2017년) ... 문 역
- 2017년 《택시운전사》 ... 서울카센터사장 역(특별출연) (천만영화)
- 2018년 《7년의 밤》 ... 박 소장 역
- 2018년 《완벽한 타인》 ... 준모친구 (목소리) 역(특별출연)
- 2019년 《오만》 ... 회사 상무 역(우정출연)
- 2022년 《봄날》 ... 양희 역
- 2022년 《20세기 소녀》 ... 보라 아빠 역
- 2025년 《승부》 ... 이재룡 역
- 미상 《정가네 목장》 (가제) ... 양희 역

### 드라마
- 2002년 SBS 주말특별기획 《대망》 ... 단가천 역
- 2004년 KBS2 월화드라마 《오! 필승 봉순영》
- 2005년 KBS2 단막극 《드라마시티 - 계룡산 부용이》 ... 철만 역
- 2008년 KBS2 월화드라마 《최강칠우》 ... 남기동 역
- 2008년 MBC 수목드라마 《베토벤 바이러스》 ... 콘트라베이스 연주자 박혁권 역
- 2009년 MBC 일일시트콤 《지붕뚫고 하이킥!》 ... 신세경.신신애 아버지, 신달호 역
- 2009년 MBC 수목드라마 《히어로》 ... 용덕일보 기자, 차만수 역
- 2010년 SBS 대하드라마 《제중원》 ... 황정의 죽마고우, 이곽 역
- 2010년 SBS 월화드라마 《나는 전설이다》 ... 공덕수 역
- 2011년 MBC 수목드라마 《마이 프린세스》 ... 목사 역
- 2011년 SBS 대기획 《뿌리깊은 나무》 ... 똘복 부, 석삼 역
- 2012년 MBC 수목드라마 《더킹 투하츠》 ... 대령 역
- 2012년 MBC 월화드라마 《골든타임》... 마취통증의학과 스텝 지한구 교수 역
- 2012년 MBC 수목드라마 《보고싶다》 ... 형사팀장 역
- 2012년 JTBC 주말연속극 《무자식 상팔자》 ... 영현네 집 경비원 역 (특별출연)
- 2013년 SBS 주말특별기획 《출생의 비밀》 ... 태만 역
- 2013년 MBC 수목드라마 《여왕의 교실》 ... 교무주임 구자송 역
- 2013년 SBS 월화드라마 《수상한 가정부》 ... 신정만 역
- 2013년 MBC 일일연속사극 《제왕의 딸 수백향》 ... 홍림 역
- 2013년 SBS 주말특별기획 《세번 결혼하는 여자》 ... 디자이너 역 (특별출연)
- 2013년 MBC 수목드라마 《미스코리아》 ... 오웅상 역
- 2014년 MBC 주말연속극 《호텔킹》 ... 고산 역
- 2014년 tvN 금토드라마 《미생》 ... 백진무역 황 부장 역
- 2015년 KBS2 월화드라마 《블러드》 ... 이호용 역
- 2015년 JTBC 금토드라마 《순정에 반하다》 ... 노영배 역
- 2015년 SBS 주말특별기획 《이혼변호사는 연애중》 ... 이재길 역 (특별출연)
- 2015년 MBC 수목드라마 《밤을 걷는 선비》 ... 최도갑 역
- 2015년 SBS 드라마 스페셜 《용팔이》
- 2015년 SBS 월화드라마 《육룡이 나르샤》
- 2016년 tvN 금토드라마 《시그널》 ... 오경태 역
- 2016년 KBS2 월화드라마 《구르미 그린 달빛》 ... 꼭두쇠 역
- 2017년 KBS2 수목드라마 《김과장》 ... 고만근 역
- 2017년 OCN 주말드라마 《터널》 ... 부검의 역 (특별출연)
- 2017년 MBC 월화드라마 《파수꾼》 ... 남병재 역
- 2017년 tvN 수목드라마 《부암동 복수자들》 ... 백영표 역
- 2017년 OCN 주말드라마 《블랙》 ... 봉만식 역
- 2018년 KBS2 월화드라마 《우리가 만난 기적》 ... 육부 / 육방우 역
- 2018년 KBS2 수목드라마 《당신의 하우스헬퍼》 ... 조팀장 역
- 2018년 tvN 토일드라마 《나인룸》 ... 강성태 역
- 2018년 OCN 주말드라마 《프리스트》
- 2019년 tvN 월화드라마 《사이코메트리 그녀석》 ... 윤태하 역
- 2019년 tvN 토일드라마 《아스달 연대기》 ... 열손 역
- 2019년 MBC 주말드라마 《두 번은 없다》 ... 최만호 역
- 2020년 JTBC 금토드라마 《우아한 친구들》 ... 박춘복 역
- 2020년 MBC 수목드라마 《나를 사랑한 스파이》 ... 강태룡 역
- 2021년 tvN 수목드라마 《마우스》 ... 우재필 역
- 2021년 Netflix 오리지널 드라마 《무브 투 헤븐: 나는 유품정리사입니다》 ... 윤영수 역
- 2021년 JTBC 토일드라마 《구경이》 ... 김 부장 역
- 2022년 MBC 토일드라마 《지금부터, 쇼타임!》 ... 남상군 역
- 2022년 ENA 수목드라마 《이상한 변호사 우영우》 ... 동동삼 역 (특별출연)
- 2023년 Netflix 오리지널 드라마 《D.P. 시즌2》 ... 오민우 역
- 2023년 tvN 토일드라마 《아라문의 검》 ... 열손 역
- 2024년 tvN 월화드라마 《내 남편과 결혼해줘》 ... 강현모 역
- 2024년 tvN 토일드라마 《세작, 매혹된 자들》 ... 세동 역
- 2024년 JTBC 토일드라마 《낮과 밤이 다른 그녀》 … 이학찬 역
- 2024년 tvN 토일드라마 《감사합니다》 ... 배영식 역 (특별출연)
- 2024년 SBS 금토드라마 《굿파트너》… 장현성 역 (특별출연)
- 2024년 JTBC 토일드라마 《가족X멜로》 … 장춘식 역
- 2024년 SBS 금토드라마 《지옥에서 온 판사》 … 유홍철 역
- 2025년 JTBC 토일드라마 《협상의 기술》 … 오치영 역

### 연극
- 《이》
- 《양덕원 이야기》
- 《좋은 녀석들》
- 《풀코스 맛있게 먹는 법》
- 《도덕적 도둑》
- 《미스터 굿바이》
- 《락희맨쇼》
- 《웰컴투 배비장하우스》

### 방송
- 2018년 JTBC 《효리네 민박 2》 4회
- 2018년 SBS 《미운 우리 새끼》 107회, 113회, 114회
- 2019년 SBS 《미운 우리 새끼》 128회, 129회, 132회, 147회, 148회, 163회, 166회
- 2020년 SBS 《미운 우리 새끼》 172회, 175회, 198회, 200회, 215회, 218회, 219회
- 2021년 SBS 《미운 우리 새끼》 224회, 234회, 247회, 248회, 254회, 255회, 269회, 270회. 272회, 273회
- 2022년 SBS 《미운 우리 새끼》 275회, 282회, 286회
- 2023년 MBC 《황금어장 라디오스타》835회
- 2023년 SBS 《신발 벗고 돌싱포맨》 111회
- 2023년 SBS 《미운 우리 새끼》 327회, 328회, 335회, 347회, 351회, 353회, 359회
- 2024년 SBS 《미운 우리 새끼》 389회, 410회
- 2025년 SBS 《미운 우리 새끼》 424회, 426회

## 광고
- 2002년 맥도날드
- 2004년 해태제과 연양갱
- 2004년 맥도날드
- 2019년 네오플 던전앤파이터 (with 임원희)

## 수상 목록
- 2020년 제28회 대한민국 문화연예대상 드라마부문 우수상
- 2020년 SBS 연예대상 베스트 커플상 (with 임원희)
- 2023년 서울콘 에이판 스타 어워즈 남자 연기상